# BB전사 삼국전
BB 전사 삼국전(비비 전사 삼국전)은 2007년 7월부터 2010년 4월까지 '고단샤(풍운호걸편)' 와 '카도카와 서점(영웅격돌편, 전신결투편)'에서 연재된 만화이다. 프라모델로도 발매되어 있으며, 'SD 건담 삼국전 Brave Battle Warriors'로도 애니메이션화되었다.

## 설정
"BB 전사" 20주년 기념 작품으로 소설 "삼국지 연의"를 모티브로 한 이야기이다. 2세기~3세기 중국을 모티브로 한 "미리샤"를 바탕으로서 역대 건담 시리즈에 등장하는 모빌 슈트들이 캐릭터가 되어 군웅 할 거의 전란을 펼친다. 각종 캐릭터의 모티브가 된 모빌 슈트는 제각기 다르며, "SD 건담들이 펼치는 삼국지 공연"이라는 표현이 되고 있다. 삼국지를 모티브로 했지만, 어디까지나 건담 시리즈 이기 때문에 삼국지외에 다른 설정이나 스토리도 같이 전개되고 있으며, 특히 BB 전사 삼국전 3부 "전신 결투 편" 은, 적벽 대전 후 삼국지의 상황을 기본으로 하면서 '빛과 어둠의 싸움'을 테마로 하는 오리지널 스토리가 전개 된다. 애니메이션 나레이션의 성우는 이시이 카즈타카/임경명이다.

## 스토리

### 풍운호걸편
미리샤에는 "상(촉)" "기가(위)" "굉(오)"라는 삼국이 패권을 다투는 전란의 시대가 있었다.
그 삼국 성립의 머나먼 옛날, '황건적의 난' 진압의 공적으로 정치의 실권을 쥔 '동탁'은 포학의 한계를 다하고 있을 때, 황제였던 '소제'를 암살, 옥새를 빼앗아 태사 자칭까지 이르곤 했다. 그러나 그 이듬해 동탁의 의한 황제의 암살이 발각되면서 미리샤에 반 동탁의 기운이 높아져 '연주'에서 재빠르게 거병을 하여 '조조'의 요청에 의해 반 동탁 연합이 결성하게 된다. 각지에서 수 많은 무장들이 반 동탁의 이름 아래에 집결하는 동안 의용군을 결성한 유비의 모습도 보였다...

### 영웅격돌편
'동탁' 을 타도함으로써 '반 동탁 연합'은 해산, 군웅들은 각자의 영지로 돌아가 자신의 세력 확대에 힘을 기울인다. 당주 손견의 아들인 손책과 손권의 하에서 강동의 평정을 목표로, 조조는 하북에서 원소와 격돌한다. 이때 유비는 희대의 명군사가 있다는 것을 알고, 그 명군사를 찾으러 가는데...

### 전신결투편
적벽 대전은 유비 · 손권 군의 승리로 끝난 후 천하는 상 · 기가 · 굉의 삼국 시대를 맞이하게 되었다. 하지만 조조와 함께 행방불명이 된 상열제 유비의 소식은 아직 잡히지 못하고 용제 검이 안치된 상의 옥좌는 공석으로 남아 있었다. 한편 조조의 아들 조비가 통치하는 기가는 서쪽으로 침공을 개시, 초토화된 서쪽 땅에 한 사람, 복수에 불타는 신의 모습이 있었다...

## 등장 기체

### 상군(翔軍), 국내판: 촉(蜀)
유비 (RX-78-2) 통칭: 유비 유니콘 건담, 프라모델 킷화(O)
성우: 카지 유우키
성우: 강수진
평소에는 평범한 청년이지만, 정의에 눈을 뜨면 상당히 강해진다. 황건적 토벌장군 노식의 제자이며, 공손찬의 사제동생. 그 먼 옛날 전설의 삼후의 용제(龍帝)의 영혼을 잇는 사나이며, 그 증표로 용제검을 무기로 사용한다. 이도류를 사용하여 또다른 검 조룡도를 사용한다. 원작 만화에서는 용제검 대신 아룡도라는 검을 사용했으나, 애니화되면서 그 존재 자체가 거의 소멸해버린듯 했으나, 50화에서 유비가 용휘보의 힘을 이어받아 상열제 유비 건담으로 업그레이드되면서 조룡도와 아룡도를 본뜬듯한 무기가 등장했다. 또한 장비와 관우와는 도원결의를 한 사이이며, 어깨갑주를 바꾸어 삼위일체라는 궁극의 모드로 변할 수도 있다. 참고로 상열제의 모티브는 PF-78-1 퍼펙트 건담.
장비 (MSZ-006 제타) 통칭: 장비 건담, 프라모델 킷화(O)
성우: 카토 마사유키
성우: 최낙윤
원작에서는 불토의 마을의 지키던 남자였으나, 애니메이션에서는 마을의 이름조차 나오지 않았다. 황건적을 쳐부수고 유비, 관우와 함께 도원결의를 하여 의형제가 되었다. 원래 삼국지에서는 장비는 관우에게 형님이라 부르지만, 삼국전에서는 귀신수염이라고 부른다. 다혈질에다가 뭐든지 싸움으로 해결하려 하며, 그만큼 상당히 강한 실력을 가지고 있다. 무기로는 장팔사모를 닮은 대뇌사를 사용하며, 말버릇으로는 뭔일이야(なんてこった)가 있다. 훗날 오과대장군(오호대장군)의 한 명이 된다.
관우 (MSZ-010 더블제타) 통칭: 관우 건담, 프라모델 킷화(O)
성우: 야스모토 히로키
성우: 심정민
유비, 장비와 함께 도원결의를 한 사내이며, 특이하게도 얼굴에 수염이 나있다. 장비 못지않게 뛰어난 실력의 소유자이며, 의롭고 의리를 우선으로 하는 사나이. 무기로는 청룡도를 닮은 귀아룡월도를 사용하며, 조조군에서 장료 겔구그와 함께 콤비로 싸운 적도 있었다. 훗날 오과대장군의 한명이 된다. 유비에게 형님이 아닌 유비공이라 부른다. 강동을 구하러 갔을 때, 치우와 맞붙게 된다. 그 때 얻은 상처로 인하여 힘을 못쓰게 되다가, 양아들인 관평이 자신있게 싸우는 모습을 보고선 눈물을 흘리며 적로에 탑승한 채로 세상을 떠난다.
공명 (RGZ-91 리가지) 통칭: 공명 리가지 건담, 프라모델 킷화(O)
성우: 이시이 카즈타카
성우: 임경명
원 이름은 제갈량이나, 제갈량 리가지라는 이름을 붙이기는 싫었는지 이름 대신 자가 나온 유일한 캐릭터이다. 유비군의 군사로, 무엇보다도 백성을 위한 마음을 지니고 있다. 동탁군과의 싸움 때부터 유비를 지켜봤으며, 나중에 유비가 복룡의 정보를 얻으려 형주에 왔을 때 유비의 군사가 된다. 제대로 웃은 적이 없었다가 마지막화에서 제일 환하게 웃었다. 취미로 낚시를 즐겨하는 듯하다. 또한 나라를 세개로 쪼개는 천하삼분의 계책을 내놓았다. 자신의 부채인 폭황선과는 이미 몸이 동화되어 있으며, 후에 유비의 힘을 받아 자신의 진정한 힘을 해방시켜 용황(龍皇), 천상룡(모티브는 RX-93-U2 하이뉴 + RX-93-U 뉴 + RX-93-U 뉴 건담 H 웨폰 사양)으로 각성하여 방통을 쓰러트린다.
조운 (LM314V23 브이투) 통칭: 조운 더블오 건담, 프라모델 킷화(O)
성우: 오노 유우키
성우: 박서진
본래 원소군의 무장이었으나, 동료를 아끼지 않는 원소의 모습을 보고서 원소군을 쓸어버리고 공손찬의 군으로 귀순한다. 하지만 공손찬이 원소에게 죽어버려 유비의 군으로 귀순한다. 장비와 관우 못지않게 무술 실력이 뛰어나며, 두 개의 기다란 창, 산(山)과 풍(風)을 무기로 사용한다. 훗날 오과대장군의 한명이 된다. 애마인 비영섬을 가지고 있다.
마초 (SD-발바토스 건담) 통칭: 마초 건담 발바토스, 프라모델 킷화(O)
사자왕이라 불렸던 전 서량군 군주. 마등의 아들로, 어둠의 피를 이어받았으나 훗날 그것이 하늘의 검이라 밝혀진다. 폭주할 때는 자신조차도 통제할 수 없는 힘이었으나, 오과대장군 중 한명이 되면서 자신을 통제할 수 있게 되었다. 원작 만화와는 달리 어릴 적에 유비 일행과 만나게 되는데, 그때의 성우는 타무라 무츠미 / 이보희이다.
황충 (FAX-05B RX-178 슈퍼 + RX-178 마크 2 에우고 컬러) 통칭: 황충 건담, 프라모델 킷화(o)
전 형주군 휘하 장수로, 형주 수군함대가 조조군에게 영입되자 유비 & 손권 동맹군을 도와 전쟁에 임했다. 바늘구멍에도 쏘아 맞춘다는 전설적인 활의 명수로, 나이가 꽤나 든 노장이다. 슈퍼 건담답게 어깨에 무거운 갑옷을 주렁주렁 매달고 있다. 오과대장군 중 한명.
관평 (EX-S) 통칭: 관평 건담, 프라모델 킷화(O)
성우: 코마츠 리카
성우: 조경이
나관중의 원작 삼국지에서는 관우의 양아들로 나오나, 삼국전에서는 유비 일행에 의해 구해져 관우의 제자로 처음 나온다. 그러다 나중에 양아들로 바뀐다. 누군가에게 힘이 되는 것을 희망하며, 치우와의 격전 때 관우가 지켜보는 앞에서 유비와 함께 손책에게 빙의한 치우를 쓰러트리는 듯 했지만, 치우는 도망. 상처가 깊어 관우는 결국 그 자리에서 적로에 앉은 채로 죽고, 관평은 마지막 결전을 끝내기 위해 유비, 주창과 함께 오장원으로 떠난다.
주창 (AMX-014 드벤울프) 통칭: 주창 드벤울프, 프라모델 킷화(O)
성우: 아마다 마스오
성우: 이재범
관우를 따르는 거한. 원래 산적이었으나 조조에게 잡힌 자신을 풀어준 관우를 평생 섬기며 따르게 되었다. 관우를 원작 만화에선 대장군, 애니에선 나리라고 부른다. 무기 급조에 소질이 있으며, 발이 의외로 빠르다.
강유 (U-136 F91 + OMS-90R F90 화성 독립 지온군 사양) 통칭: 강유 건담 F91, 프라모델 킷화(O)
의로운 성격의 기가군 상서령. 기가군이었을 때 스승인 정욱과 같이 사마의에게 휘둘리기만 하는 황제인 조비에 대해서 걱정했으나, 나중에 조비가 완전히 어둠의 힘에 빠질 때 죽은 스승의 유언대로 상군으로 오게 된다. 별로 활약은 없고 간간히 얼굴만 보여주는 형식으로 등장한다. 염기린이라는 전차와 합체하여 진정한 모습으로 변할 수 있으며, 미리샤가 통일 된 후에는 통일 황제, 사마염의 보좌를 하게 된다.

### 기가군(機駕軍), 국내판: 위(魏)
조조 (GX-9901 더블엑스) 통칭: 조조 건담, 프라모델 킷화(O)
성우: 노무라 켄지
성우: 김승준
상당히 냉철하고, 비범한 성격을 띄며, 원작 삼국지와는 성격이 좀 다르다. 나관중의 삼국지의 조조는 야망과 부하를 함께 챙기는 한편, 삼국전의 조조는 자신의 신념(이상)을 위해서라면 부하의 죽음따위는 별로 신경 안쓴다 동탁에게 처음으로 반기를 들어 반 동탁 연합군을 결성한 사내이며, 삼후의 작순(수정 바람)의 영혼을 잇는 자다. 그 증표로 칠성검을 무기로 하며, 그 검은 둘로 나뉘어 각각 성황검, 위천검으로 쪼개진다. 처음에는 염골인이라는 등뼈같이 생긴 검을 사용했다. 나중에 봉치혼의 힘을 받아 기무제 조조 건담으로 각성한다. 그 때의 모티브는 GX-9901-DX 새틀라이트 캐논 발사형태.
조비 (GX-9900 엑스, GX-9900-DV 엑스 디바이더) 통칭: 조비 건담, 프라모델 킷화(O)
성우: 사카구치 다이스케
성우: 이동훈
일명 푸른 화염의 공작. 조조의 아들이다. 조조가 적벽대전에서 모습을 감춘 후, 기가에 새로운 황제가 된다. 아버지의 뜻을 이어받겠다는 각오로 임했지만, 결국은 사마의에게 휘둘려 어둠에 힘에 휩싸이고 만다. 하지만 삼후에 의해 사마의가 소멸된 후, 새로운 기가를 건설하려고 노력한다. 하지만 삼후인 아버지에게 부품과 무기를 빼앗기는 등 꽤나 안 좋은 대우를 받기도...
하후돈 (XM-05 벨가 기로스) 통칭: 하후돈 기로스, 프라모델 킷화(O)
성우: 키야마 시게오
성우: 심규혁
기가군의 형제 대장군. 동생 하후연과 함께 기가군의 주축을 맡고 있다. 무기는 사골강검이라는 채찍검을 사용한다. 후에 기가오대장이 된다. 원작 만화에서는 기주 전투에서 하후연과 함께 안량 & 문추 형제에 맞서 싸웠으며, 애니에서는 별 활약이 없다가 장판교에서 하후연과 함께 장비와 싸운다. 전신결투편에서는 별 활약이 없다가 장합, 장료, 하후연과 함께 암흑옥새에 조종당한다. 그 후, 조비를 도와 기가를 재건하는데 힘쓴다.
하후연 (XM-04 벨가 다라스) 통칭: 하후연 다라스, 프라모델 킷화(O)
성우: 후지모토 타카유키
성우: 고구인
기가군의 형제 대장군. 형인 하후돈과 함께 기가군의 주축을 맡고 있다. 무기는 여섯 가지로 변환 가능한 활을 가지고 있다. 후에 기가오대장이 된다. 원작 만화에서는 기주 전투에서 하후돈과 함께 안량 & 문추 형제에 맞서 싸웠으며, 애니에서는 별 활약이 없다가 장판교에서 하후돈과 함께 장비와 싸운다. 전신결투편에서는 별 활약이 없다가 장합, 장료, 하후돈과 함께 암흑옥새에 조종당한다. 그 후, 조비를 도와 기가를 재건하는데 힘쓴다.
서황 (MMS-01 서펜트) 통칭: 서황 서펜트, 프라모델 킷화(O)
성우: 미야자키 히로무
성우: 이동훈
처음엔 동탁군의 군사였으나, 반 동탁 연합군의 싸움이 끝난 후, 조조에게 그 재능을 인정받아 조조군의 군사가 된다. 그러다가 나중엔 기가오대장 중 한 사람이 된다. 암흑옥새의 힘을 가진 가후에게 조종당했다가 조조에 의해 다시 돌아와, 조조를 기무제로 각성시키는 갑옷을 바친다. 그 후에도 조조와 함께 치우에 맞서 싸웠다.
장합 (MS-05B 마슈마전용 자쿠3 커스텀) 통칭: 장합 자쿠3, 프라모델 킷화(O)
성우: 이와사키 료
성우: 임경명
처음엔 원소군의 무장이었지만 원소가 죽은 후 조조에게 싸움을 걸었다가 처절하게 패배하고 조조를 주군으로 섬기게 된다. 그 후에 조비를 훈련시킨다. 장판교 결투에선 장비에게 처참히 패배했다. 그 후 전신결투편에서는 별 활약이 없다가 장료, 하후형제와 함께 암흑 옥새에 조종당한다. 그 후에는 조비를 도와 기가를 재건하는데 힘쓴다. 영상판 한정으로 황충과의 라이벌 구도가 성립되는 듯하다.
장료 (MS-14S 가토전용 겔구그) 통칭: 장료 겔구그, 프라모델 킷화(O)
성우: 히구치 토모유키
성우: 이재범
처음엔 여포대의 무장이었다. 그러나 애니에선 자신을 속인 여포를 원망하여 여포대를 배신하고 조조군에 투항한다. 그 후에는 관우와 함께 원소군을 대격파시켰으며, 관우와 함께 여포와 싸우게 된다. 적벽대전 때는 조조군 육전대를 맡아 유비 일행과 싸웠다. 원작 만화에서는 여포가 동탁군 싸움 후 바로 행방불명되어 조조군에 바로 들어간다. 전신결투편에서는 별 활약이 없다가 장합, 하후형제와 함께 암흑옥새에 조종당한다. 그 후 조비를 도와 기가를 재건하는데 힘쓴다.
사마의 (MSN-04 사자비 흰색컬러) 통칭: 사마의 사자비, 프라모델 킷화(O)
성우: 나카가와 케이이치
성우: 박서진
기가의 군사로, 처음에는 공명과의 라이벌 관계를 성립하는 등의 모습을 보이는듯 했으나, 가면 갈수록 군주의 성향을 띠게 되었다. 조조가 모습을 감춘 후, 기가태부(붉은 색)로 색을 바꾸어 조비를 꼭두각시로 내세워 실질적인 권력을 손에 쥐었다. 그 후엔, 기가삼공이라는 기가군의 거대한 세력을 만들어 미리샤 각 지역을 공격하거나 악의 군신 치우를 깨어내는 등의 사악한 본성을 드러냈다. 그리고 치우와 융합하여, 하늘을 불태우는 신, 천치붕으로 모습을 변화시킨다. 그 때의 모티브는 MSN-04 사자비 + MSN-04-2 나이팅게일 + 전국전 암황제. 그러나 결국 자신 또한 인간이었다는 것을 깨달으며, 삼후 + 하늘의 검 + 천옥개 버프에 의해 세상에서 완전히 소멸되고 만다.
곽가 (NRX-0013 바사고) 통칭: 곽가 바사고, 프라모델 킷화(O)
성우: 스가누마 히사요시
성우: 김디도
기가삼공 중 사도를 맡고있는 묵시록의 어둠 추종자들 중 한명. 나관중의 원작 삼국지와는 다르게 사마의의 제자로, 무엇보다 스승의 신임을 받고 싶어했다. 자신을 천재라 칭하는걸 좋아하며, 적벽대전 전에 죽었지만 암흑옥새의 힘으로 다시 부활하였다. 하지만 결국 가짜 목숨은 치우에 의해 망가져, 점점 소멸하다가 누구보다 믿고 따르던 스승이었던 사마의에 의해 흡수되어 완전히 소멸된다.
가후 (NRX-0015 아슈타론) 통칭: 가후 아슈타론, 프라모델 킷화(O)
성우: 요시카이 키요히토
성우: 김연아
기가삼공 중 사공을 맡고있는 묵시록의 어둠 추종자들 중 한명. 원작 만화에선 전신결투편 때 처음 등장했으나, 애니에서의 등장은 좀 빨랐다. 처음엔 장수의 부하였으나, 장수와 같이 조조를 배신하고 원술군에 들어갔었다. 하지만 원술 또한 배신하고 유비의 목을 가지고 다시 조조군에 붙을 생각을 하다가, 삼위일체를 한 유비의 의해 장수는 사망, 가후는 도망친다. 원작 만화에선 마초의 전우였던 방덕을 조종해 죽이는 등 사악한 만행을 저질렀다. 암흑옥새를 이용하여 불사부대병을 조종하는 것이 가능하다. 참고로 더빙판은 여자 성우가 맡았다.
정욱 (DT-6800HMC 와이즈와라비) 통칭: 정욱 와이즈와라비, 프라모델 킷화(O)
성우: 시무라 토모유키
성우: 임경명
기가군의 광록훈. 강유의 스승이며 사마의에게 너무 신뢰를 가하는 황제 조비를 말렸으나 나중 암흑의 힘에 지배당한 조비에게 죽고 만다. 거기에서 몇 가지 사실이 밝혀졌는데, 정욱은 수많은 와이즈와라비들 중에 한명이었다는 사실...
전위 (NRX-044 앗시마) 통칭: 전위 앗시마, 프라모델 킷화(O)
성우: 야마구치 류
성우: 이재범
조조의 호위를 맡고있는 위병 대장. 원작 만화에선 동탁군 결전 때 조조를 지키려다 죽었으나 애니에선 장수의 함정에서 조조를 지키려다 죽었다. 결국은 똑같은 의미의 죽음을 맞이했다.
사마사 (RX-104FF 페넬로페) 통칭: 사마사 페넬로페, 프라모델 킷화(O)
사마의의 아들이다.
사마소 (RX-105 크사이) 통칭: 사마소 크사이, 프라모델 킷화(O)
사마의의 아들로, 어둠의 묵시록을 숭배하고 있다. 그러나 사마의에 의해 치우의 재물로 쓰여진다. 그 후엔 곽가의 업그레이드 부품(잉여)으로도 쓰인다. 당연히 원작 만화에서만 등장.
사마염 (MS-06S 샤아전용 자쿠2) 통칭: 사마염 자쿠2, 프라모델 킷화(O)
사마의의 막내아들로, 어둠의 군신 치우와 소통할 수 있는 유일한 존재이다. 그러나 사마의에 의해 치우의 재물로 쓰여져 암흑옥새에 흡수되지만, 마초의 도움으로 생존, 후엔 미리샤를 통일한다. 당연히 원작 만화에서만 등장.
치우 (AMA-X2 노이에 질) 통칭: 치우 노이에 질, 프라모델 킷화(O)
고대 미리샤를 피바다로 물들였다는 암흑의 군신(軍神). 짐승의 몸을 갖고 있다고 한다. 손책의 몸을 잠식시켜, 관우를 죽이는 등 엄청난 힘을 보여줬다. 당연히 원작 만화에서만 등장.
암흑옥새 (MRX-009 사이코) 통칭: 암흑옥새 사이코 건담, 프라모델 킷화(O)
치우의 힘이 들어갈 그릇. 엄청난 크기를 자랑하며 검은 카리스마를 내뿜는다. 당연히 원작 만화에서만 등장.
전신합신 치우 (MRX-010 사이코 마크 2) 통칭: 전신합체 치우 건담, 프라모델 킷화(O)
전설의 군신 치우가 어둠의 힘을 얻어 미리시 땅에 재래한 모습. 그 일격은 대지를 가르고 산을 가른다고 한다. 그야말로 파괴의 권신. 포 하나로 태산 하나를 일격에 부서버렸다. 그러나 각성한 현무장 여포에게 일격에 파괴당한다. 당연히 원작 만화에서만 등장.

### 굉군(轟軍), 국내판: 오(吳)
손권 (GP-03S 스테이맨) 통칭: 손권 건담, 프라모델 킷화(O)
성우: 사마자키 노부나가
성우: 이경태
고대 손자의 후손인 손견의 아들이며, 손책과 손상향과는 남매 관계이다. 평소 조용하고 결단력 없는 성격이나, 가족을 지키기 위해서 유비와 동맹을 맺고 적벽대전에서 조조에 맞써 싸운다. 전형적인 소년 캐릭터. 삼후 중 호효(수정 바람)을 이어받았으며, 아버지에게서 증표인 호정도를 물려받았다. 아버지라던가, 형이라던가, 형의 친구라던가... 주의 사람들이 좀 많이 고인이 되버리는 다소 불쌍한 캐릭터이다. 그러나 그것이 더욱 손권을 성숙하게 해준 듯하다. 나중에 치우와의 결전에서 좀비로 부활한 자신의 형을 쓰러뜨려 호린백의 힘을 받아 굉대제 손권 건담으로 각성한다. 그 때의 모티브는 GP01 제피랜서스 풀버니언. 아버지의 갑옷을 착용한다.
손견 (GP-01 FB 제피랜서스) 통칭: 손견 제피랜서스 건담, 프라모델 킷화(O)
성우: 나가사코 타카시
성우: 임경명
강동의 호랑이라 불리는 장사땅의 왕호(王虎). 동탁군과의 싸움에선 화웅을 일격에 죽이는 등 엄청난 힘을 보였었다. 그 후에 수도인 낙양을 불태우고 도망가는 동탁을 쫓다가 원술의 함정에 빠져 여포의 공격을 받고 사망, 가족들에게 유언을 남기고 죽는다.
손책 (GP-02A 사이살리스) 통칭: 손책 사이살리스 건담, 프라모델 킷화(O)
성우: 키타자와 리키
성우: 서원석
손권의 형으로, 손견이 죽은 후 잠깐동안 굉군의 군주를 맡았다가 여포의 공격을 받고 사망하여 손권에게 호정도와 함께 자신의 자리를 물려주게 된다. 성격은 호락호락하며, 가족을 무척 소중히 한다. 어릴적 주유와 함께 성장했다. 강동의 소패왕이라 불렸다. 원작 만화에서는 치우에 의해 좀비로 부활하다가, 손권을 굉대제로 각성시키고선 눈을 감았다.
손상향 (AGX-04 가베라 테트라 + JMF-1336R 라이징) 통칭: 손상향 가베라, 프라모델 킷화(O)
성우: 칸다 아케미
성우: 이지현
삼국전에 몇 안 되는 여성 캐릭터로, 원작인 삼국지연의에서는 유비와 러브라인을 이루고 있었으나 애니메이션에서는 다 삭제되어서 남남인 관계가 되었다. 유비와 제대로 된 대화를 나눈게 딱 한번 뿐이며, 오히려 같이 다니는 육손과 이어지려는 듯하다. 전형적인 철부지 여자의 캐릭터성을 띄고 있으며, 적을 두려워하지 않는 용감한 궁요희다.
육손 (MSZ-006 A1 아무로전용 제타플러스) 통칭: 육손 제타플러스, 프라모델 킷화(O)
성우: 시모노 히로
성우: 김혜진
손상향에 의해 거두어져 그녀와 함께 온갖 산전수전을 다 겪었다. 스승인 주유가 죽은 후에는 굉군의 제독이 되어 수군함대를 통치하는 꽤 높은 자리까지 오르게 된다. 참고로 가후와 마찬가지로 더빙판 성우는 여자이다.
주유 (MSN-100 백식 + MSN-001 델타) 통칭: 주유 백식, 프라모델 킷화(O)
성우: 히라카와 다이스케
성우: 이재범
굉의 군사이자 육손의 스승. 손책의 동문으로, 어릴 때부터 같이 자랐다. 적벽대전에서는 천뢰화포를 쏘아 조조군의 함대들을 쓸어버렸다. 냉철한 판단력으로 함대를 지휘하며, 애니에서는 조조와 일대일로 싸우다가 패배하여 상처가 남고, 결국 적벽대전이 끝난 후 상처가 아물지 못해 죽고 만다. 노숙의 제자이다.
태사자 (MS-09R-2 릭 돔2) 통칭: 태사자 돔, 프라모델 킷화(O)
성우: 후나키 마사토
성우: 심규혁
강동 땅에서 손책에 의해 거두어져 굉군의 대장군이 되었다. 손책이 죽어서도 손권을 도와 강동 발전에 힘쓰며, 나중에 굉의 병사들이 치우에게 조종당했을 때, 관우 부자를 위기에서 구해준다. 강갑기(MA-06 발바로)와 합체해 강갑형태로 변할 수 있으며, 이 상태로 관평을 치우의 어둠까지 데려다주었다.
황개 (MS-07B 구프) 통칭: 황개 구프, 프라모델 킷화(O)
성우: 이마무라 나오키
성우: 김디도
장사인방의 리더격 인물. 손견 때부터 손권 때까지 삼대에 걸쳐 손가를 지킨 충성스런 노장. 적벽대전에서 조조의 철벽함대를 뚫기 어렵게되자, 포탄을 실은 배를 이끌고 조조군의 수군함대에 자폭한다.
한당 (RGC-83 짐캐논2) 통칭: 한당 짐캐논2, 프라모델 킷화(X)
굉군의 장수.
여몽 (MSK-008 디제) 통칭: 여몽 디제, 프라모델 킷화(O)
성우: 모리타 마사카즈
성우: 임경명
강동의 수군함대를 이끄는 굉군의 장수. 처음엔 형주의 등당대장 밑에서 시절을 보냈으며, 그가 죽고 난 후에 굉군에 들어오게 된다. 가면을 벗은 모습(RMS-099)도 있으며, 상당히 고고한 성격을 가지고 있다. 치우에게 조종당해 관우 부자를 공격했었다.
감녕 (MS-18E 캠퍼) 통칭: 감녕 캠퍼, 프라모델 킷화(O)
성우: 테라시마 타쿠마
성우: 이동훈
강동의 수군함대를 이끄는 굉군의 장수. 조용하게 먹잇감을 노리다가 자신의 허리춤에 달린 방울소리가 울려퍼지면 사냥을 시작한다. 또한 사투리를 쓴다. 치우에게 조종당해 관우 부자를 공격했었다.
노숙 (MSF-007 마크 3) 통칭: 노숙 마크 3, 프라모델 킷화(O)
코믹스에서만 등장하는 인물로, 주유의 스승이다.

### 여포대(呂布隊)
여포 (OZ-00MS2B 톨기스3) 통칭: 여포 톨기스, 프라모델 킷화(O)
성우: 마야우치 아츠시
성우: 심승한
동탁군의 한 축을 맡고있는 여포대의 대장으로, 무력이 막강하다. 그 정도는 유비 삼형제를 전부 쓰러뜨릴 정도이며, 삼형제와의 결전에서 장비의 갑옷을 부숴버렸다. 오직 싸움만을 위해 살아가며, 자신을 수라(修羅)라고 칭했다. 그 때문인지 전쟁터에서만 모습을 비추며, 동탁이 죽어서도 원술, 원소 등을 따르는 등 싸움에 대한 광기를 보인다. 원작 만화에서는 동탁이 죽고나서 행방불명됐으나, 애니에선 원씨 형제가 죽고 천옥개를 사용한 조조에게 쓰러질 때까지 살아있는다. 하지만 나중에 삼후를 도운 하늘의 검 중 한명으로 밝혀졌다. 영봉 태산에 영혼을 봉인한 G기에는 그려지지 않은 무의의 혼을 이어받았으며, 전설 속의 현무의 모습을 보인다. 무기로는 방천화극을 닮은 파진극을 주로 쓴다. 현무장 여포로 각성했을 시에는 방천무극이라는 새로운 창을 사용한다. 가면이 벗겨졌을 시에는 모티브가 OZ-00MS 톨기스1이다. 애마인 적토마를 타고 다닌다.
초선 (AMX-004 하만전용 큐베레이) 통칭: 초선 큐베레이, 프라모델 킷화(O)
성우: 츠네마츠 아유미
성우: 김하영
여포를 곁에서 보좌하는 여장군. 여포대의 일원으로, 여포와는 아버지 왕윤의 계책으로 인해 만남이 이루어졌다. 부채인 호접선을 무기로 사용하며 여포만을 바라본다. 애니에선 조조의 일격을 대신 맞아주는 등 여포를 위하는 행동을 자주 취했다.
진궁 (OZ-13MSX2 메리크리우스) 통칭: 진궁 메리크리우스, 프라모델 킷화(X)
성우: 나카무라 미즈키
성우: 이동훈
여포를 곁에서 보좌하는 여포대의 부장. 고순과는 콤비. 비성인이라고 하는 표창을 사용한다. 군사이지만 사마의의 실력의 반도 못 따라올 정도.
고순 (OZ-13MSX1 바이에이트) 통칭: 고순 바이에이트, 프라모델 킷화(X)
성우: 미야자키 히로무
성우: 김디도
여포를 곁에서 보좌하는 여포대의 군사. 진궁과는 콤비. 강박곤이라고 하는 거대한 곤봉과 방패를 무기로 쓴다. 묵묵하게 자기 일을 수행하는 성격.

### 동탁군(董卓軍)
동탁 (MS-05B 자쿠1(얼굴 부분) + MSM-04G 쥬악그(어깨 부분) + MS-06V 자쿠탱크(다리 부분)) 통칭: 동탁 자쿠, 프라모델 킷화(O)
성우: 코무라 테츠오
성우: 최낙윤
황실의 장수로서 때를 기다리고 있던 야심가. 애니에선 4화에 여포를 시켜 황제를 죽이고 옥새를 빼앗는다. 그렇게 일이 잘 풀리는가 싶었으나 조조가 모은 반 동탁 연합군으로 인해 괴멸, 여포의 배신으로 인해 천옥개 진무에 의해 사망한다. 원작 만화에서는 군이 괴멸될 위기에 처하자 몰래 비밀통로로 도망치려 하였으나 여포에게 들켜 사망한다. 애니 극장판에서는 호진을 시켜 유비의 용제검을 노린 적도 있었다. 삼후에 대해서 잘 알고 있는 듯. 모티브는 세가지를 짬뽕한 다소 희한한 형태이다.
- 멸살폭련탄(滅殺爆煉彈): 동탁이 암흑 옥새의 힘을 빌려, 양어깨에 달려있는 육문연옥개에 충분한 암흑기를 모아 타겟에게 발사하는 기술이다.

호진 (YMS-15 걍) 통칭: 호진 걍, 프라모델 킷화(O)
성우: 코야마 리키야
성우: 고구인
동탁군의 진강장군. 극장판에서만 나오는 인물로, 동탁의 명령으로 유비에게서 용제검을 빼앗아오라는 명령을 받고 유비 일행을 습격했으나, 주인공 버프를 받은 유비에게 삼위일체 필살기를 맞고 사망한다.
- 예아 살영참(銳牙 殺影斬): 격예아와 예아반을 합친 무기에서 예아반을 날려 타겟을 베어버리는 기술이다.
- 예아 격정참(銳牙 激情斬): 격예아와 예아반을 합친 무기에서 예아반을 날려 타겟을 쓸어버리는 기술이다. 예아 살영참보다 파워가 더 강하다.

이유 (ZM-S22S 릭 샷코 근위사단 사양) 통칭: 이유 샷코, 프라모델 킷화(X)
성우: 키야마 시게오
성우: 김디도
동탁군의 군사로, 동탁이 황제를 죽이기 전부터 같이했던 자이다. 수도인 낙양을 불태워버리고 장안 미오성으로 천도를 할 의견을 냈으며, 적, 아군을 가리지 않고 무차별적으로 죽여대는 도궁 연사대를 발사한 인물이기도 하다. 원작 만화에서는 서황에 의해 죽고, 애니에선 동탁과 함께 천옥개 진무에 의해 사망한다.
화웅 (ZMT-S29 잔넥) 통칭: 화웅 잔넥, 프라모델 킷화(X)
성우: 이시카와 히로아키
성우: 이동훈
동탁군의 무장. 겁도없이 혼자서 연합군 본진에 몰래 침입했으며, 그도 그럴것이 유비 삼형제(유주 의용군)에게 다굴빵을 맞고 털린다. 후엔 손견군을 공격했으나, 손견의 필살기를 맞고 죽음을 맞이한다. 잘난 척 하는 것을 좋아하는 듯.

### 원소군(袁紹軍)
원소 (AMX-107 바우) 통칭: 원소 바우, 프라모델 킷화(O)
성우: 아키모토 요스케
성우: 심규혁 >> 이재범 >> 심규혁
원소군의 맹주로, 반 동탁 연합군의 맹주이다. 원술의 형이며 명문가 집안의 후예답게 잘난 체를 무지하게 잘한다. 예전부터 조조의 라이벌이었으며, 공손찬을 무력으로 쓰러트린 뒤에 조조와 기주에서 맞닥뜨렸다. 자신의 목이 따일 위기에 처하자, 암흑 옥새의 힘에 지배당하여 죽은 원술의 갑옷과 합체해 용비형태로 변한다. 그때의 모티브는 용장비장. 처음에는 개그 캐릭터인 듯 싶었으나, 후에는 기주태수의 카리스마를 발휘하며 조조와 맞서싸웠다. 원작 만화에서는 자신의 군사인 전풍과 함께 조조의 천옥개 염봉에 의해 사망하였다.
안량 (AMX-117R) 통칭: 안량 가즈알, 프라모델 킷화(X)
성우: 스기노 히로오미
성우: 이재범
문추 (AMX-117L) 통칭: 문추 가즈엘, 프라모델 킷화(X)
성우: 스기사키 료
성우: 김디도
원소군의 쌍둥이 무장. 원작 만화에서는 하후 형제와 라이벌 구도를 대립하지만 애니에서는 싹 다 무시해버리고 필살기만 믿고 싸우는 무장으로 변질, 관우 & 장료 콤비에 의해 사망하였다.
전풍 (AMX-101 갈스 J) 통칭: 전풍 갈스 제이, 프라모델 킷화(X)
성우: 시로쿠마 히로시
성우: 이경태
원소군의 참모군사. 죽은 원술의 갑옷으로 옥새의 힘에 지배당하지 않게 옥새를 가두어놓는 계책을 냈으며 원소가 가장 신뢰하는 군사이기도 하다. 애니에서는 기주의 본진에서 암흑옥새에 지배당하려는 원소를 막지 못하고 폭발에 의해 사망한다. 원작 만화에서는 조조의 천옥개 염봉에 의해 원소와 함께 사망.
저수 (AMX-104 R 쟈쟈) 통칭: 저수 알 쟈쟈, 프라모델 킷화(X)
성우: 키야마 시게오
성우: 서원석
함정의 천재라고 불리는 원소군의 참모군사. 애니에서만 등장한다. 함정의 천재라는 별명답게 기주 전선기지를 침입한 관우에게 각종 함정을 구사했으며, 관우와 그를 구하러 장료의 손에 의해 사망한다.

### 원술군(袁術軍)
원술 (AMX-102 즈사) 통칭: 원술 즈사, 프라모델 킷화(O)
성우: 오오쿠라 마사아키
성우: 고구인
원술군의 맹주로, 반 동탁 연합군의 부맹주이다. 원소의 동생이며 애니에서만 나온다. 수춘의 태수. 명문가 집안의 후예답게 형옆에 붙어서 잘난 체를 무지하게 잘하며, 꿀을 상당히 좋아하는 듯하고, 천옥개를 불러내지 못하는 등, 처음부터 원소와 함께 개그 캐릭터로 자리매김하였다. 암흑 옥새에 휩싸여 비상형태일 때의 모티브는 AMX-013 즈사 다인. 반 동탁 연합군 후에는 조조를 죽이려 하거나 손책군과 싸우고 유비의 서주를 함락시키는 등, 사악한 군주의 캐릭터성을 부여받았다.
기령 (AMX-103 햄머햄머) 통칭: 기령 햄머햄머, 프라모델 킷화(X)
성우: 카츠누마 키요시
성우: 심정민
원술의 무장. 애니에서만 등장한다. 애초에 원술군은 애니에서 추가된 군이다. 자칭 원술군 최강무장이지만, 그 이유는 무장이 자기 하나밖에 없어서인 듯(...) 게다가 손책에게 수군을 빼앗기거나 장비에게 한큐에 털리는등 약캐다 (...)

### 서량군(西諒軍)
마등 (RX-79 BD-3 블루데스티니 3호기) 통칭: 마등 블루데스티니, 프라모델 킷화(X)
코믹스에서만 등장하는 캐릭터로, 예부터 사자왕이라 불렸던 사내. 마초의 아버지이다. 동탁의 손에 의해 잡혀들어간다. 여포와 맨손으로 싸울 정도와 강하다.
한수 (MS-06D 데져트 자쿠) 통칭: 한수 데져트 자쿠, 프라모델 킷화(X)
원작 만화에서만 등장하는 캐릭터. 마초와는 원수지간이다. 조조의 편에 붙었으며, 아이를 데리고 마초를 협박하다가 손 한쪽이 잘려나간다. 후에 또 도전했다가 또 썰린다(...) 조조군으로 분류시켜야 하지만 원래는 서량군이었으니 서량군에 편입.

### 황실(皇室)
영제 (백룡대제) 통칭: 영제 건담, 프라모델 킷화(X)
성우: 히라카와 다이스케
성우: 서원석
미리샤 황실의 황제로, 본명은 유굉. 십상시에게 권력을 빼앗기는 등 비참하게 살다가 나중 동탁이 패권을 잡을 때 여포에 의해 황실이 말살될 때 옥새를 빼앗기며 사망한다.
주준 (MS-06K 자쿠캐논 연방군 컬러) 통칭: 주준 자쿠캐논, 프라모델 킷화(X)
성우: 스기노 히로오미
성우: 고구인
애니에서만 등장하는 캐릭터로, 전형적인 탐관오리의 모습으로 황건적 편에서 등장, 그 후, 비어버린 본진에 있다가 장각의 공격을 받아 사망(?)한다.
십상시 (FX-9900-D G 비트) 통칭: 십상시, 프라모델 킷화(X)
코믹스에서만 등장하는 캐릭터. 열명이서 있으며, 대표적 인물로는 장양. 황실의 권력을 마음대로 쥐락펴락하며, 조조의 친구인 포신을 누명을 씌어 죽인다. 그 후 조조의 복수에 의해서 열 명 다 사망.
왕윤 (MSN-02 지옹) 통칭: 왕윤 지옹, 프라모델 킷화(X)
초선의 양아버지. 동탁에게 붙잡혔으나 겨우 탈출, 집으로 도망쳐왔으나 여포의 여자가 된 초선의 손에 의해 죽임을 당한다.
정원 (ZMT-S34S 릭 콘티오) 통칭: 정원 릭 콘티오, 프라모델 킷화(X)
여포의 양아버지. 여포와 함께 동탁에게 맞서 싸웠다. 그러나 여포의 배신으로 인해 자신의 아들의 손에 죽고 만다.

### 적(賊)
장각 (PMX-001 팔라스 아테네) 통칭: 장각 팔라스 아테네, 프라모델 킷화(X)
성우: 시로쿠마 히로시
성우: 이동훈
장보 (PMX-002 볼리노크사만) 통칭: 장보 볼리노크사만, 프라모델 킷화(X)
성우: 이시카와 히로아키
성우: 이재범
장량 (PMX-000 멧사라) 통칭: 장량 멧사라, 프라모델 킷화(X)
성우: 미즈시마 타카히로
성우: 심규혁
영천에 주둔하고 있는 황건적의 수장 삼형제.
황천 (PMX-003 디오) 통칭: 황천 디오, 프라모델 킷화(X)
황건적 삼형제가 요술에 의해 합체한 모습. 유비 일행을 한번에 제압하는 등 엄청난 힘을 발휘했으나... 그도 일회용 캐릭터였다. 삼위일체에 일격에 폭파당한다.
마원의 (MS-05B 자쿠1 대장기) 통칭: 마원의 자쿠, 프라모델 킷화(X)
성우: 스기노 히로오미
성우: 고구인
황건적의 휘하 장수로, 유주를 습격하여 노식을 죽였다. 그러나 용제검을 각성시킨 유비에 의해 일격에 사망한다.
답돈 (ZMT-S16G 멧메도자) 통칭: 답돈 멧메도자, 프라모델 킷화(X)
성우: 타나카 카즈나리
성우: 이경태
오환적의 수장. 유주를 습격했다가 공손찬의 기마부대에 의해 군은 전멸, 자신은 조운에 의해 죽었다. 애니에서만 등장한다.

### 그 외 기타
장수 (NRX-011 브리토바) 통칭: 장수 브리토바, 프라모델 킷화(X)
성우: 사카구치 슈헤이
성우: 심승한
애니에만 등장하는 캐릭터로 완의 태수였으나 조조에게 같은 뜻을 두어 투항했다고 말하지만 사실은 원술의 수하였다. 그러나 가후와 함께 조조를 죽이는 데에 실패하여 도망, 원술군에서도 도망친다. 결국 형주에서 관평을 납치해 유비의 목을 취해 조조에게 다시 붙을 생각을 하였지만 공명의 방해로 인하여 유비의 삼위일체 공격에 당하고 만다.
공손찬 (RX-79 (G) EZ-8) 통칭: 공손찬 이지에이트, 프라모델 킷화(O)
성우: 이노우에 사토루
성우: 서원석
노식의 제자로, 유비의 사형이다. 착하고 인정많은 성격으로 나오며, 황건적의 습격으로 스승이 죽은 후 아버지에게 물려받은 유주땅을 지키려 스승의 병법서를 사용한다. 그 이름은 백마 형태의 백마진. 기마대의 측면에 강철의 차륜을 장착해 전군으로 돌격하는 방식의 병법이다. 유주땅을 지키고 위해 조운을 필두로 하여 태수의 자리로 직접 병마진을 펼치어 오환을 막아낸다. 그러나 원소군의 습격으로 인해 유주의 백성들을 요새, 역경루로 피신시켰지만 결국 원소의 군사인 전풍의 계책으로 인하여 함정에 빠져 공손찬 자신은 활을 맞고 전사, 백성들과 병사들은 불타 죽었다. 참고로 경장 상태시의 모티브는 RX-79 육전형 건담.
- 백마진(白馬陣): 조운을 필두로 하여 기마대 부대를 돌격시켜 타겟을 물리치는 기술이다.

도겸 (RGM-79 (G) 육전형 짐) 통칭: 도겸 짐, 프라모델 킷화(X)
성우: 츠치야 토시히데
성우: 서원석
서주의 태수로, 애니에서만 등장한다. 몸이 다하였다는 것을 깨닫자 조조에게서 마을을 구해준 유비에게 서주와 백성들을 맡겼다. 사람의 성품과 그릇을 분별할 줄 아는 자이다.
장로 (MSA-003 네모) 통칭: 장로 네모, 프라모델 킷화(X)
한중의 태수. 좁쌀농사를 하여 백성들을 배불리하고 전쟁을 하지 않는 훌륭한 왕이다. 원작 만화에서만 나오며, 아마도 애니 유비의 모티브인 듯하다. 유비를 태수로써 존경하고 있으며, 후에 마을을 습격한 한씨 형제 중 동생, 한호의 공격을 받아 죽임을 당한다.
유표 (RX-78-1 프로토타입) 통칭: 유표 건담, 프라모델 킷화(X)
성우: 미야타 灝德
성우: 고구인
형주태수. 미리샤 최고의 수군함대를 가지고 있으며 조조의 편이 되려는 수군함대 제독인 채모에게 배신을 당해 죽임을 당한다.
채모 (MSN-04N 앗그가이) 통칭: 채모 앗그가이, 프라모델 킷화(X)
성우: 키타자와 리키
성우: 고구인
본래 형주출신의 수군함대 제독이었으나, 주군인 유표를 배신하고 조조에게 수군을 모조리 바치고 투항한다. 애니에선 황개의 활약으로 간단히 죽었지만, 원작 만화에서는 암흑 옥새의 힘을 발하여 요상한 형태로 변하는 등, 활약이 많았었다. 조조군으로 분류시켜야 하지만 원래는 형주군이었으니 형주군에 편입.
황조 (MSM-07 즈곡그) 통칭: 황조 즈곡그, 프라모델 킷화(X)
방통처럼 원작 만화에서만 등장하고 애니에선 삭제시킨 캐릭터로, 팔을 늘려 창으로 공격하는 등 상당히 즈곡그다운 공격을 시전한다. 조운과의 싸움에서 패배, 사망한다. 조조군으로 분류시켜야 하지만 원래는 형주군이었으니 형주군에 편입.
한현 (MS-13 갓샤) 통칭: 한현 갓샤, 프라모델 킷화(X)
형주군 살육부대 한씨 형제의 형. 원작 만화에서만 등장하며 적벽대전이 끝난 후 사마의에 의해 파견되어 한중을 습격하여 마을 사람들을 죽이고 좁쌀을 모조리 불태워버린다. 이에 분노한 마초에게 동생이 죽는 사이, 예전 같은 형주군이었던 황충과 위연의 콤비 기술로 죽임을 당한다. 조조군으로 분류시켜야 하지만 원래는 형주군이었으니 형주군에 편입.
한호 (MS-12 기간) 통칭: 한호 기간, 프라모델 킷화(X)
형주군 살육부대 한씨 형제의 동생. 원작 만화에서만 등장하며 적벽대전이 끝난 후 사마의에 의해 파견되어 한중을 습격하여 촌장인 장로를 죽인다. 이에 분노한 마초에게 필살기술로 죽임을 당한다. 조조군으로 분류시켜야 하지만 원래는 형주군이었으니 형주군에 편입.
노식 (RGC-80 짐캐논) 통칭: 노식 짐캐논, 프라모델 킷화(X)
성우: 코무라 테츠오
성우: 박서진
유주의 장군으로, 유비와 공손찬의 스승이다. 유비에게 용제검을 준 장본인이며 황건적의 장수 마원의에게 큰 상처를 입고 유비에게 "큰 바다로 나가 진정한 용이 되거라"라는 유언을 하고 죽었다. 공손찬에게 병법서를 물려줬기도 하였다. 예전에 수경과 함께 미리샤 황실의 장수였다. 캐논의 부분에는 죽간이 달려있다.
수경 (RX-75 건탱크) 통칭: 수경 건탱크, 프라모델 킷화(X)
성우: 반도 나오키
성우: 심승한
공명과 서서, 방통의 스승. 형주에서 병법을 만들고 있으며 공명이 상군에 가는 것을 도왔다. 예전에 노식과 함께 미리샤 황실의 장수였다. 본명은 사마휘이다. 수경과 마찬가지로 캐논의 부분에는 죽간이 달려있다.
서서 (RGM-89 제간) 통칭: 서서 제간, 프라모델 킷화(X)
공명, 방통과 함께 수경의 제자. 마을이 동탁군에게 습격을 받았을 때, 마을 사람들을 구해내고 자신은 다리를 끊고 절벽 아래로 떨어진다. 아마 사망한듯. 원작 만화에서만 나온다.
옥려 (GW-9800-B 에어마스터) 통칭: 옥려 에어마스터 건담, 프라모델 킷화(X)
원작 삼국지에서도 등장하지 않는 가공의 인물. 코믹스에서만 나온다. 미리샤 수도 근처에 있는 술집의 주인이며 조조, 장막, 하후 형제와 함께 십상시들을 치는 것을 도왔다. 조비의 어머니이다...(조조도 남자였다)
적로 (EX-31 화이트 베이스) 통칭: 적로, 프라모델 킷화(O)
원작 만화에서만 등장하는, 미리샤로부터 먼 동쪽,바다에 있는 봉래의 땅, 동방 하늘의 검이다. 유비의 애마로 쓰이지만, 애니에서는 유비가 천옥개를 타고있어 나오지 않는다.